# 朱獳
朱獳中国神话里的一个妖怪，样子像狐狸但鱼的翅膀，叫声是叫自己的名字。

## 记载
《山海经·东山经》：“耿山，无草木，多水碧，多大蛇。有兽焉，其状如狐而鱼翼，其名曰獳，其鸣自叫，见则国有恐。”朱獳
《山海經·东次二经·耿山》：“有兽焉，其状如狐而鱼翼，其名曰朱獳，其鸣自訆。”

## 相關
- 中國妖怪列表